# Alanine
Pour les articles homonymes, voir GCA, GCC, GCG et GCU.
L'alanine (abréviations IUPAC-IUBMB : Ala et A) est un acide α-aminé dont l'énantiomère L est l'un des 22 acides aminés protéinogènes, encodé sur les ARN messagers par les codons GCU, GCC, GCA et GCG. Elle est caractérisée par une chaîne latérale apolaire aliphatique. Elle est, avec la sérine, la leucine et la glycine, l'un des acides aminés les plus fréquents dans les protéines.
On trouve également dans la nature l'énantiomère D-alanine, qui participe en particulier à la construction du peptidoglycane, principal constituant de la paroi bactérienne. La D-alanine est formée à partir de L-alanine par l'action d'une isomérase, l'alanine racémase.
La L-alanine est créée dans les cellules musculaires à partir du pyruvate en présence de glutamate dans un processus appelé transamination. Dans le foie, l’alanine se transforme en pyruvate. De plus, l’alanine aminotransférase (ALAT) catalyse la réaction dans laquelle le groupement aminé de l’alanine est transféré au α-cétoglutarate. C'est un acide aminé aliphatique.

## Histoire et étymologie
L'alanine a été synthétisée pour la première fois en 1850 quand Adolph Strecker a associé l'acétaldéhyde et l'ammoniac avec du cyanure d'hydrogène,,.
L'acide aminé a été appelé Alanin en allemand, en référence à l'aldehyde, avec l'interfixe -an- pour faciliter la prononciation,. La terminaison allemande -in est utilisée pour les composés chimiques.

## Synthèse
L'alanine est un des 20 acides aminés principalement retrouvés dans les chaînes peptidiques des protéines.
Pour la synthétiser, on fait agir le malonate d'éthyle sur l'acétate de sodium. L'anion obtenu réagit sur le bromoéthane en milieu basique puis une saponification suivie d'un passage en milieu acide. Puis on fait réagir le dibrome en présence de phosphore. Enfin l'action de l'ammoniac en excès suivie d'une hydrolyse acide permet d'obtenir l'alanine.

## Bêta-alanine
La β-alanine est l'acide 3-aminopropanoïque ou acide β-aminopropanoïque, un isomère de position de l'alanine. Dans cette molécule, le groupe amine est en position β (3) du groupe carboxyle, alors qu'il est en α sur l'alanine.